# Fortificazioni di Bucarest

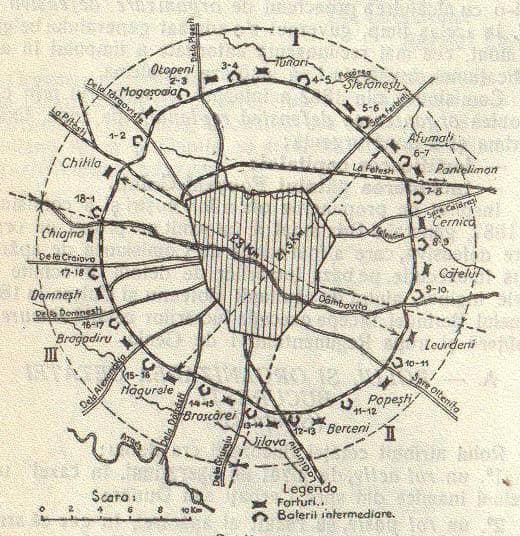
Mappa del sistema di fortificazioni

Le fortificazioni di Bucarest sono un anello di trentasei fortificazioni (18 forti e 18 batterie) costruite alla fine del XIX secolo che circondano Bucarest, la capitale della Romania.

## Storia

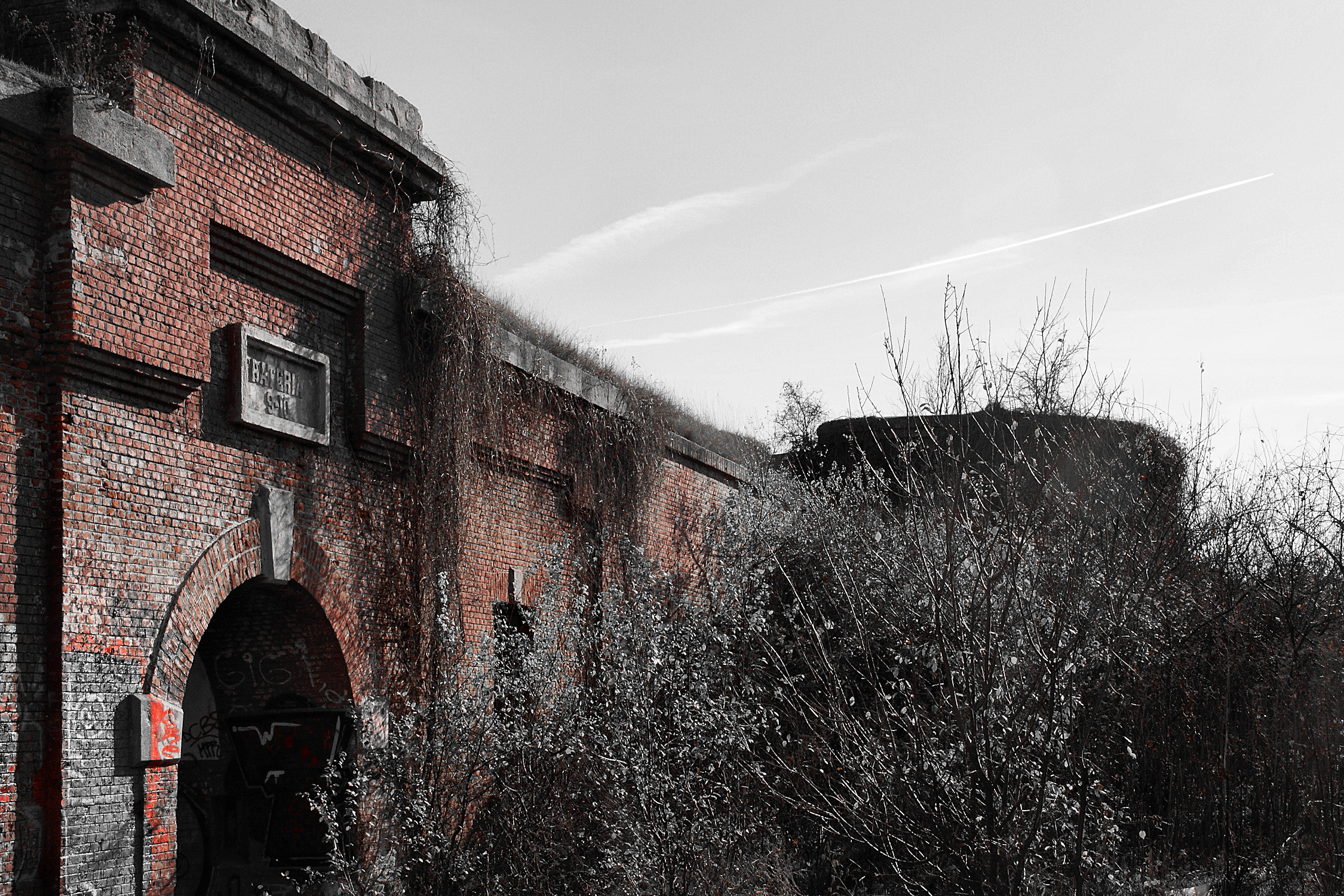
Batteria 9-10 a Cățelu

Un rapporto del Ministero della Guerra condusse il celebre architetto militare belga Henri Alexis Brialmont (che fece diverse visite a Bucarest, incontrando il re Carol I) a redigere un piano per le fortificazioni della città, la cui costruzione iniziò nel 1884. I forti, circa 4 a distanza di chilometri, costava 111,5 milioni di lei d'oro (l'equivalente di 614 milioni di euro di oggi, di cui solo 15 milioni inizialmente stanziati), ovvero il triplo del budget annuale dell'esercito.
La costruzione dei forti ha richiesto più di due decenni e il lavoro è stato piuttosto complesso; le pareti sono in alcuni punti spesse due metri. Tutti i diciotto forti erano collegati da una strada e da una ferrovia, che oggi è DN100, la tangenziale di Bucarest. Diciotto batterie sotterranee furono poste tra i forti e in totale l'anello di fortificazione comprendeva circa 240 pezzi di artiglieria.
La Romania, che aveva recentemente ottenuto l'indipendenza dall'Impero ottomano, intraprese questo enorme sforzo in armonia con la dottrina militare prevalente dell'epoca, secondo la quale la capitale doveva essere difesa a tutti i costi. In caso di invasione, Bucarest doveva essere il punto di ritirata, ma anche il luogo in cui sarebbero iniziate importanti operazioni militari, che si sarebbero estese dal Danubio ai Carpazi.
All'inizio del XX secolo, i progressi chimici e aeronautici resero i forti obsoleti subito dopo il loro completamento. I moderni esplosivi e bombardamenti aerei hanno reso le fortificazioni classiche inutili nella guerra moderna. Nel 1914, la battaglia di Liegi, in cui l'esercito tedesco sfondò le fortificazioni, anch'esse progettate da Brialmont, con maggiore facilità del previsto, allarmò le autorità di Bucarest. I pezzi di artiglieria dei forti — tutti cannoni Krupp di prim'ordine — furono rapidamente smantellati e trasformati in artiglieria mobile. Nel 1916, quando l'esercito tedesco si stava avvicinando a Bucarest, i forti erano già stati abbandonati e la città fu presa senza troppe difficoltà.

## Usi successivi

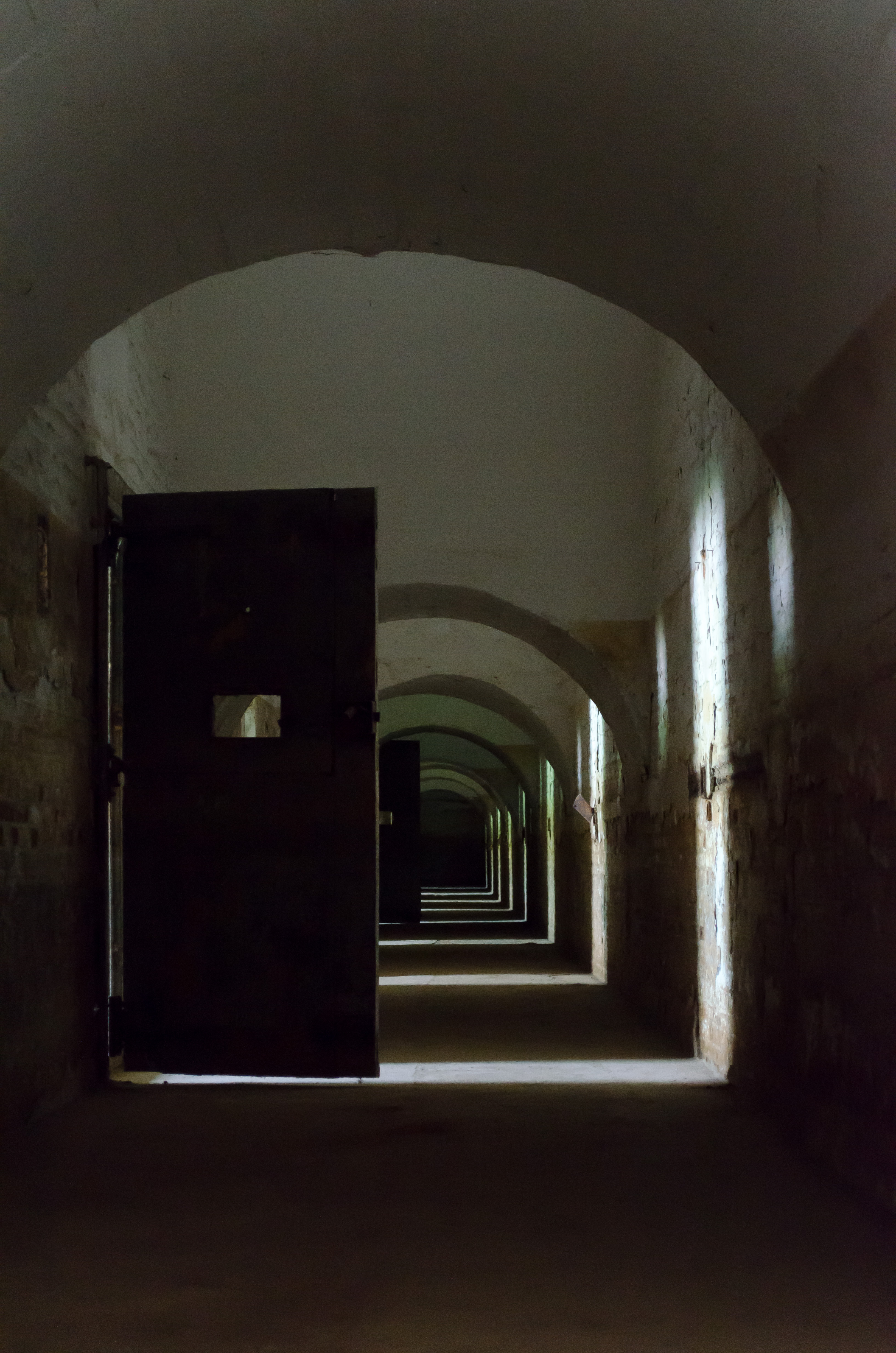
Forte 13, Jilava

Oggi i militari hanno abbandonato la maggior parte dei forti. I cani randagi cercano rifugio in alcuni di questi, come vengono anche utilizzati come spazio di stoccaggio e strutture per la coltivazione di funghi. Durante l'era comunista, il Forte 18 a Chiajna era utilizzato come mercato di sottaceti.
Tuttavia, i militari impiegano ancora alcuni dei forti, in particolare quelli a sud-ovest della città. Servono come poligoni di tiro e depositi di munizioni, ospitando anche unità dell'esercito e ai civili è vietato l'ingresso.
Il forte più noto è il numero 13, a Jilava, è stata prigione militare del 1907 e temuta meta di prigionieri politici e luogo di esecuzione durante l'era comunista. Un altro forte noto, tra i più visitati è la Batteria 9-10, situata a Cățelu, a sud-est di Bucarest.